# 大響營
大響營，是台灣屏東縣枋寮鄉的一個傳統地域名稱，位於該鄉北部。相較於今日行政區，其範圍大致包括玉泉村不含北部邊界地帶及東部邊界地帶北段及西南部邊界地帶中央偏南一小段、太源村不含南部中央略偏西凸出部分、天時村北部中央偏西一小段、東海村北部邊界地帶中段。
本地區境內主要聚落為大響營、隘寮、石頭營。

## 歷史
台灣日治初期，大響營地區為一街庄，稱為「大響營庄」（舊制街庄），隸屬於港東下里。該庄昔日北與糞箕湖庄為鄰，東北與餉潭庄為鄰，東與蕃地為鄰，東南與新開庄為鄰，南邊為水底藔庄，西邊為北旗尾庄、茄苳腳庄、石光見庄、昌隆庄。
1901年（日治明治三十四年）11月11日，全台廢縣廳改設二十廳，該庄隸屬於阿猴廳。1904年（明治三十七年）4月15日，該庄編入「水底藔區」，隸屬於阿猴廳。1905年（明治三十八年）4月1日，阿猴廳改稱「阿緱廳」。1909年（明治四十二年）10月25日，全台合併二十廳為十二廳，水底藔區仍隸屬於阿緱廳。1920年（大正九年）10月1日，全台地方制度大改正，廢十二廳改設五州二廳，該庄改制為「大響營」大字，隸屬於高雄州潮州郡枋寮庄（新制街庄）。
戰後枋寮庄改制為枋寮鄉，隸屬於高雄縣，大字亦改制為村。1950年（民國39年）10月1日，高、屏分治，枋寮鄉改隸屬於屏東縣。
相較於今日行政區，本地區的範圍大致包括玉泉村不含北部邊界地帶及西南部邊界地帶中央偏南一小段、太源村不含南部中央略偏西凸出部分、天時村北部中央偏西一小段、東海村北部邊界地帶中段。

## 聚落
本地區發展較早的聚落為大響營、隘藔營，在日治期初期的官方地圖上已有記載。其後因設置「台灣製糖大響營農場」，大響營聚落遷移至本地區西南部近邊界地帶，隘藔營聚落遷移至本地區西部略偏南地帶並將名稱簡化為隘寮，另在本地區東部設有石頭營聚落。

## 交通
省道台1線又稱「縱貫公路」，是臺北至楓港的傳統平面幹道，經過本地區西部暨隘寮聚落東側、大響營聚落西側。由該道路北行可前往佳冬鄉東北部、新埤鄉/南州鄉交界地帶、潮州鎮、萬巒鄉西南端等地；南行可前往枋山鄉，並止於楓港地區的省道台26線路口。
縣道185號又稱「沿山公路」，是大津至枋寮的南北向道路，經過本地區中東部。由該道路北行可前往新埤鄉、萬巒鄉、萬巒鄉/瑪家鄉交界地帶、瑪家鄉/內埔鄉交界地帶、內埔鄉東北端等地；南行可前往枋寮鄉南部，並止於枋寮市區東郊的省道台1線路口。
鄉道屏132線是枋寮至白鷺大橋的道路，其西側端點（起點）位於本地區西部略偏北的省道台1線路口，由此向東南東會經過本地區的石頭營聚落北郊。
鄉道屏134線是塭仔至隘寮的道路，其東側端點（終點）位於本地區西部的省道台1線路口。
鄉道屏136線是東海至玉泉的道路，其東側端點（終點）位於本地區東部、石頭營聚落北郊的鄉道屏132線路口，由此向南轉西南西蜿蜒而行，會經過本地區的石頭營北側、大響營聚落北郊。

## 學校
- 東海國小太源分校（已廢校）